# Nicolas de Grigny
Nicolas de Grigny (Reims, data de batismo 8 de setembro de 1672 — Reims, 30 de novembro de 1703) foi um organista francês e compositor do período Barroco.

## Vida

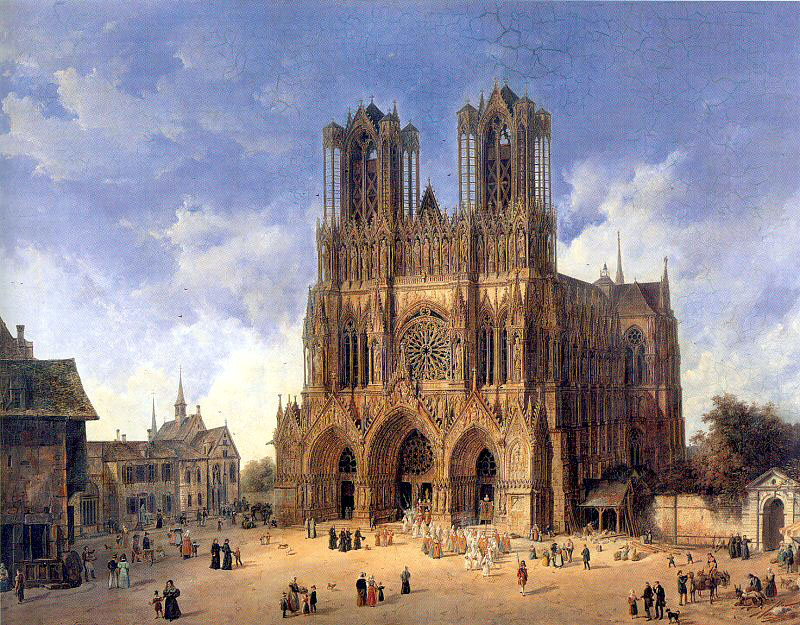
Catedral de Notre-Dame de Reims, pintura de Domenico Quaglio (1800). Nesta igreja Grigny trabalhou nos últimos anos de sua vida.

Nicolas de Grigny nasceu em Reims, na freguesia de Saint-Pierre-Le-Vieil. A data exata de seu nascimento é desconhecida; foi batizado em 8 de setembro. Nasceu em uma família de músicos: seu pai, seu avô e seu tio, Robert, eram organistas da Catedral de Reims, da Basílica de St. Poucos detalhes sobre sua vida são conhecidos, nada sobre seus anos de formação. Entre 1693 e 1695 serviu como organista da igreja abacial de Saint Denis, em Paris (onde seu irmão André de Grigny era subprior ). Foi também nesse período que Grigny estudou comNicolas Lebègue, então um dos mais famosos compositores franceses para teclado. Em 1695, Grigny casou-se com Marie-Magdeleine da França, filha de um comerciante parisiense. Aparentemente ele retornou à sua cidade natal logo depois: o registro do nascimento de seu primeiro filho indica que de Grigny já estava em Reims em 1696. O casal teve mais seis filhos.
No final de 1697, Grigny foi nomeado organista titular de Notre-Dame de Reims (a data exata da nomeação não é conhecida), a famosa catedral da cidade em que os reis franceses foram coroados. Em 1699, o compositor publicou seu Premier livre d'orgue [contenant une messe et les hymnes des principalles festes de l'année] em Paris. Grigny morreu prematuramente em 1703, aos 31 anos, pouco depois de aceitar uma oferta de emprego de Saint Symphorien, uma igreja paroquial em Reims. Seu Livre d'orgue foi reeditado em 1711 através dos esforços de sua viúva. A coleção tornou-se conhecida no exterior: foi copiada em 1713 por Johann Sebastian Bach, e mais tarde por Johann Gottfried Walther.

## Trabalho

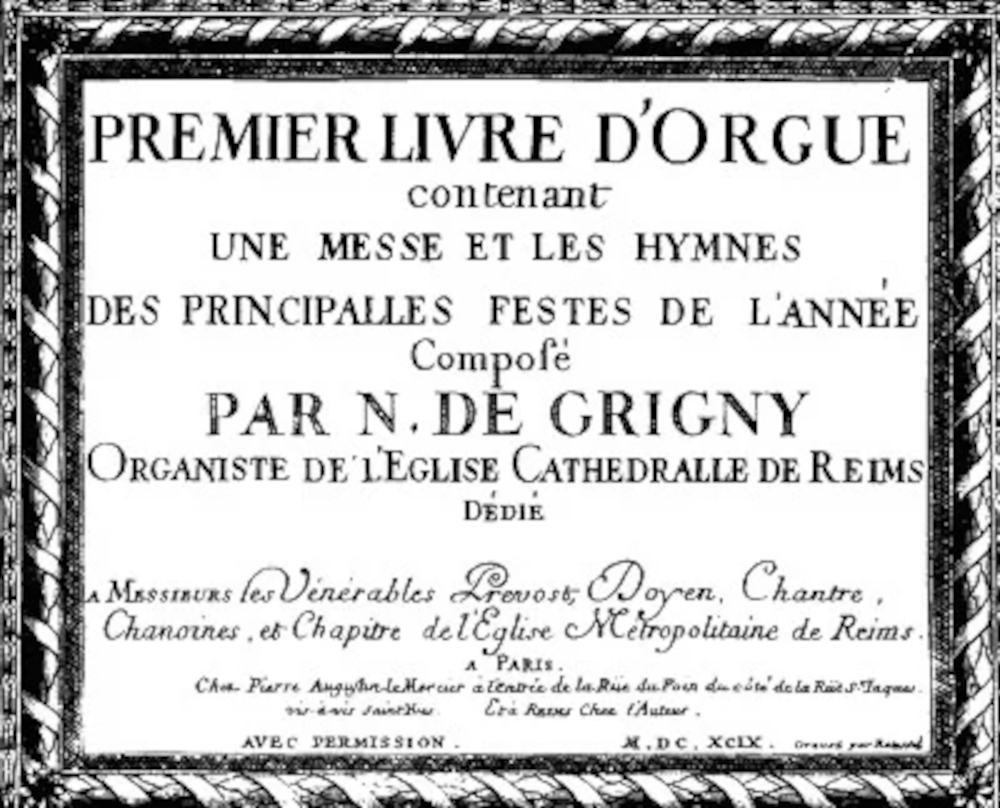
Title page of 1699 Premier Livre d'Orgue

A única música sobrevivente de Nicolas de Grigny é um grande volume de obras para órgão, Premier livre d'orgue (Paris, 1699; segunda edição 1711). A segunda edição foi a única conhecida até 1949, quando a impressão anterior foi descoberta – uma única cópia sobrevivente na Bibliothèque nationale de France. Esta foi publicada por Christophe Ballard utilizando as placas originais preparadas por Claude Roussel, seu gravador, em 1699. A primeira edição moderna, de Alexandre Guilmant, 1904, foi baseada na versão de 1711.
Ao contrário de muitas outras livres d'orgue francesas da época, a publicação de Grigny não contém prefácio. A coleção está dividida em duas partes: a primeira é uma missa, a segunda compreende composições de cinco hinos para as principais festas do ano eclesiástico: Veni Creator (5 versos), Pange lingua (3 versos), Verbum supernum (4 versos), Ave maris stella (4 versos) e A solus ortus (três versos). São 42 peças no total. O plano da massa é o seguinte.
- 5 versos de Kyrie,
- 9 versos de Glória,
- um Ofertório,
- 2 versículos do Sanctus,
- 1 Benedictus verso,
- uma Elevação,
- 2 versículos do Agnus Dei,
- uma comunhão, e
- um verso Ite Missa Est.

Conforme especificado pelo Caeremoniale Parisiensis (1662), Grigny declara as melodias do canto no primeiro e no último Kyrie, Gloria e no primeiro Sanctus e Agnus Dei. Sua publicação é baseada em Cuncitipotens genitor Deus. A coleção também inclui um Point d'orgue, peça baseada em uma longa ponta de pedal.

## Media
Point d'Orgue